# Севрей
Севрей (монг.: Сэврэй) — сомон аймаку Умнеговь, Монголія. Площа 8,0 тис. км², населення 2,5 тис. чол. Центр сомону селище Сайншанд лежить за 828 км від Улан-Батора.

## Рельєф
Гори Хатад, Севрей (2631 м), хребет Баянбора (2100 м), Дулаан, Халзан. Піщані бархани довжиною 100 км. Багато солоних озер.

## Клімат
Клімат різко континентальний. Щорічні опади 100—180 мм, середня температура січня −16°С, середня температура липня +22-24°С.

## Природа
Водяться вовки, лисиці, дикі степові кішки, кулани, аргалі, дикі кози та перелітні птахи.

## Корисні копалини
Родовища кам'яного вугілля, дорогоцінного каміння, золота, хімічної та будівельної сировини.

## Соціальна сфера
Є школа, лікарня, культурний сфера обслуговування, туристичні бази, школа.